# Água Doce do Norte
Água Doce do Norte là một đô thị thuộc bang Espírito Santo, Brasil. Đô thị này có diện tích 484,046 km², dân số năm 2007 là 11680 người, mật độ 24,13 người/km².